# Дончине
До́нчине — село в Україні, у Кетрисанівській сільській громаді Кропивницького району Кіровоградської області. Населення становить 91 осіб.

## Історія
Станом на 1886 рік у селі Витязівської волості Єлисаветградського повіту Херсонської губернії мешкало 306 осіб, налічувалось 66 дворових господарств, існував єврейський молитовний будинок, відбувались базари щонеділі.

## Населення
Згідно з переписом УРСР 1989 року чисельність наявного населення села становила 128 осіб, з яких 51 чоловік та 77 жінок.
За переписом населення України 2001 року в селі мешкала 91 особа.

### Мова
Розподіл населення за рідною мовою за даними перепису 2001 року:
| Мова       | Відсоток |
| ---------- | -------- |
| українська | 97,80 %  |
| російська  | 1,10 %   |
| інші       | 1,10 %   |